# Rhingia saskana
Rhingia saskana är en tvåvingeart som beskrevs av Szilady 1942. Rhingia saskana ingår i släktet näbblomflugor, och familjen blomflugor.
Artens utbredningsområde är Etiopien. Inga underarter finns listade i Catalogue of Life.